# وانسا کالادینسکایا
وانسا کالادینسکایا (به انگلیسی: Vanesa Kaladzinskaya؛ زادهٔ ۲۷ دسامبر ۱۹۹۲) یک کشتی‌گیر آزادکار اهل بلاروس است.
از افتخارات وی می‌توان به کسب مدال برنز المپیک ۲۰۲۰ توکیو و دو مدال طلا در مسابقات قهرمانی کشتی جهان ۲۰۱۲ و مسابقات قهرمانی کشتی جهان ۲۰۱۷ و مدال نقره قهرمانی کشتی جهان ۲۰۲۳ اشاره کرد.